# پیراپوسته

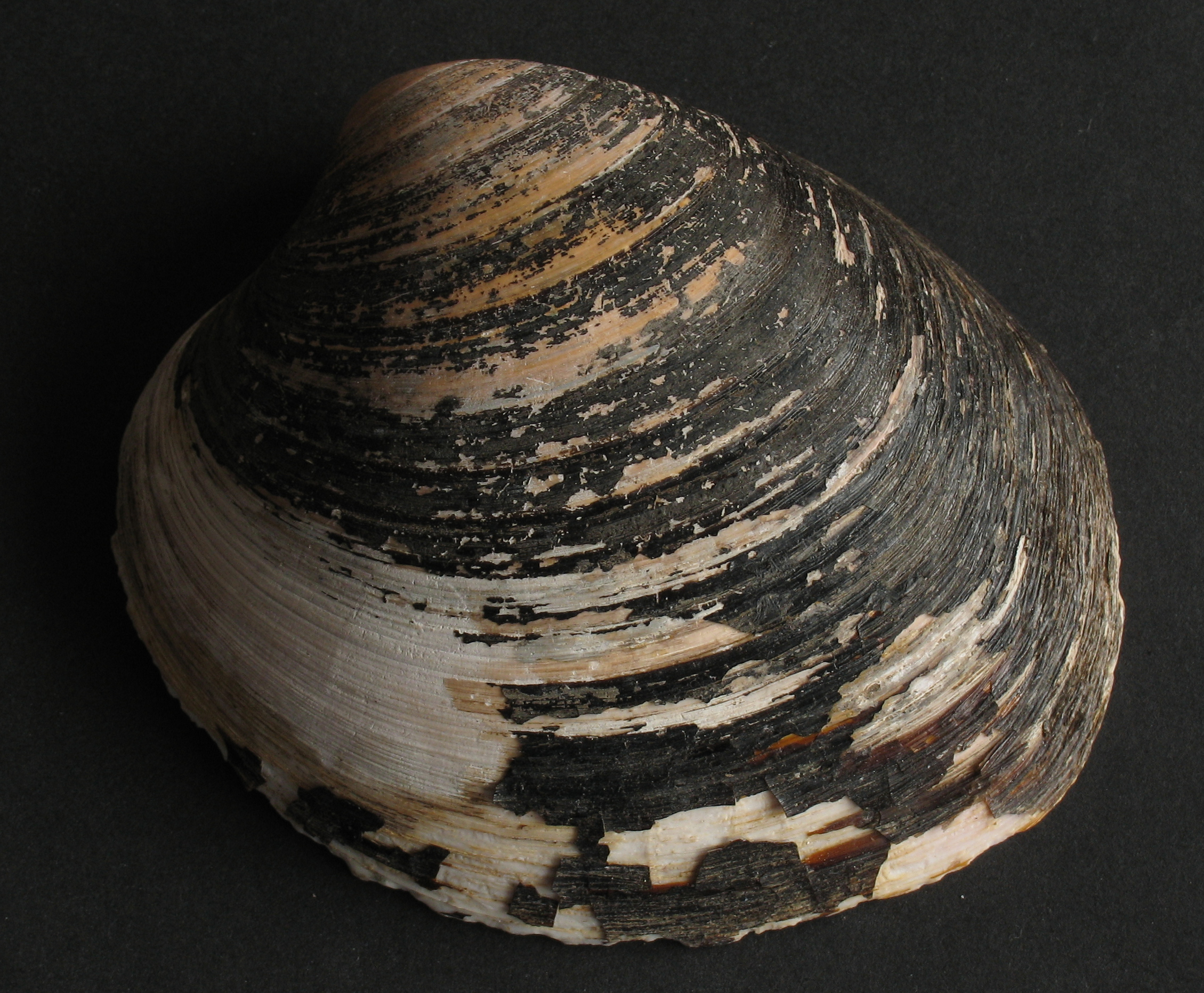
پیراپوسته در حال فرسایش یک صدف ایسلندی خشک‌شده.

به بیرونی‌ترین لایه صدف جانوران صدف‌داری چون نرم‌تنان و بازوپایان پیراپوسته (periostracum) گفته می‌شود. پیراپوسته پوششی نازک و آلی است و با رشد صدف همراه با دیگر لایه‌های آن رشد می‌کند. پیراپوسته از صدف در برابر عوامل بیرونی حفاظت می‌کند و بر استواری و نرمش آن می‌افزاید. با فرسوده شدن و از میان رفتن پیراپوسته، بقیه پوسته صدف نیز سفت و شکننده می‌شود.
در میان نرم‌تنان، پیراپوسته به‌ویژه در حلزون‌ها و صدف‌های دوکفه‌ای دیده می‌شود. در میان سرپایان، پیراپوسته در سرپایانی چون ملوانک پوسته‌دار مشاهده می‌شود.